# Anne Heggtveit
Anne Heggtveit (verheiratete Hamilton* 11. Januar 1939 in Ottawa, Ontario) ist eine ehemalige kanadische Skirennläuferin.

## Werdegang
1954 gewann Heggtveit im Alter von 15 Jahren überraschend den Riesenslalom am Holmenkollen. Eine schwere Beinverletzung zwang sie dann 1955 zu einer längeren Wettkampfpause. Vier Jahre später errang sie drei kanadische Meistertitel (Abfahrt, Slalom, Kombination).
Den größten Erfolg ihrer sportlichen Laufbahn feierte Heggveit 1960 bei den Olympischen Winterspielen in Squaw Valley, als sie Olympiasiegerin im Slalom wurde. Mit dem Vorsprung von 3,3 Sekunden übertraf sie jenen von Renée Colliard, die vor vier Jahren einen solchen von 3,1 Sekunden erreicht hatte – und es ist dies in einem olympischen Damenslalom überhaupt (und in den Weltmeisterschafts-Slaloms der Damen in der Nachkriegszeit) der größte erzielte Abstand von der Gold- zur Silbermedaille. In der nichtolympischen Alpinen Kombination wurde sie Weltmeisterin.
Anne Heggtveit gewann 1961 als erste Athletin den John Semmelink Memorial Award.

## Persönliches
Ihr Vater Halvor Heggtveit sowie ihr Onkel Bud Clark nahmen ebenfalls an Olympischen Winterspielen teil.

## Erfolge

### Olympische Winterspiele
- Cortina d’Ampezzo 1956: 22. Abfahrt, 29. Riesenslalom, 30. Slalom
- Squaw Valley 1960: 1. Slalom, 12. Abfahrt, 12. Riesenslalom

### Weltmeisterschaften
- Åre 1954: 7. Slalom, 9. Abfahrt, 14. Kombination, 31. Riesenslalom
- Cortina d’Ampezzo 1956: 18. Kombination, 22. Abfahrt, 29. Riesenslalom, 30. Slalom
- Bad Gastein 1958: 6. Kombination, 7. Abfahrt, 8. Slalom, 15. Riesenslalom
- Squaw Valley 1960: 1. Slalom, 1. Kombination, 12. Abfahrt, 12. Riesenslalom